# 1829 w sztukach plastycznych
Wydarzenia w sztukach plastycznych i wizualnych w 1829 roku.

## Urodzeni
- 5 marca - Jean-Jacques Henner (zm. 1905), francuski malarz
- 6 czerwca - Bogumił Hoff (zm. 1894), polski malarz, rysownik i krajoznawca
- 8 czerwca - John Everett Millais (zm. 1896), brytyjski malarz i ilustrator
- 25 czerwca - Elizabeth Siddal (zm. 1862), modelka prerafaelitów, poetka i malarka
- 14 lipca - João Cristino da Silva (zm. 1877), portugalski malarz
- 18 lipca - Paul Dubois (zm. 1905), francuski rzeźbiarz
- 19 sierpnia - Edward Moran (zm. 1901), amerykański malarz
- 24 sierpnia - Ludwik Łepkowski (zm. 1905), polski malarz i konserwator dzieł sztuki
- 11 września - Thomas Hill (zm. 1908), amerykański malarz
- 12 września - Anselm Feuerbach (zm. 1880), niemiecki malarz
- 5 października - Ludwig Knaus (zm. 1910), niemiecki malarz
- 28 listopada - Jules Férat (zm. 1906), francuski malarz i ilustrator
- 27 grudnia - Hector Leroux (zm. 1900), francuski malarz
- Stanisław Bryniarski - (zm. 1914), polski malarz i restaurator obrazów
- Dat So La Lee - (zm. 1925), indiańska artystka
- Edwin Long - (zm. 1891), brytyjski malarz

## Zmarli
- 13 lutego - Ludwik Fuhrmann (ur. 1783), malarz
- 26 lutego - Johann Heinrich Wilhelm Tischbein (ur. 1751), niemiecki malarz
- 21 marca - George Engleheart (ur. 1750), angielski malarz miniatur portretowych
- 10 kwietnia - Mikołaj Kajzer (ur. 1751), malarz i nauczyciel rysunku
- 24 maja - Michał Ceptowski (ur. 1765), niemiecki sztukator
- 8 sierpnia - Jan Zachariasz Frey (ur. 1769), polski malarz i rytownik
- 15 października - George Dawe (ur. 1781), angielski malarz
- 12 listopada - Jean-Baptiste Regnault (ur. 1754), francuski malarz
- 3 grudnia - Juan Agustín Ceán Bermúdez (ur. 1749), hiszpański malarz, historyk i krytyk sztuki
- 13 grudnia - Jan Bogumił Jacobi (ur.  ok. 1743), malarz, protoplasta znanej rodziny malarzy działających w Toruniu
- 28 grudnia - Johann Wenzel Peter (ur.  ok. 1745), austriacki malarz, animalista[1]
- Eishi - (ur.  ok. 1756), japoński malarz i drzeworytnik